# Afula
Afula (hebr. עפולה; arab. العفولة, al-ʻAfūlaḧ; ang. Afula) – miasto położone w Dystrykcie Północnym w Izraelu.
Ważny ośrodek przemysłowy Dolnej Galilei. Z powodu swojego geograficznego położenia na strategicznym skrzyżowaniu w Dolinie Jezreel jest często nazywane „stolicą Doliny Jezreel”.

## Położenie

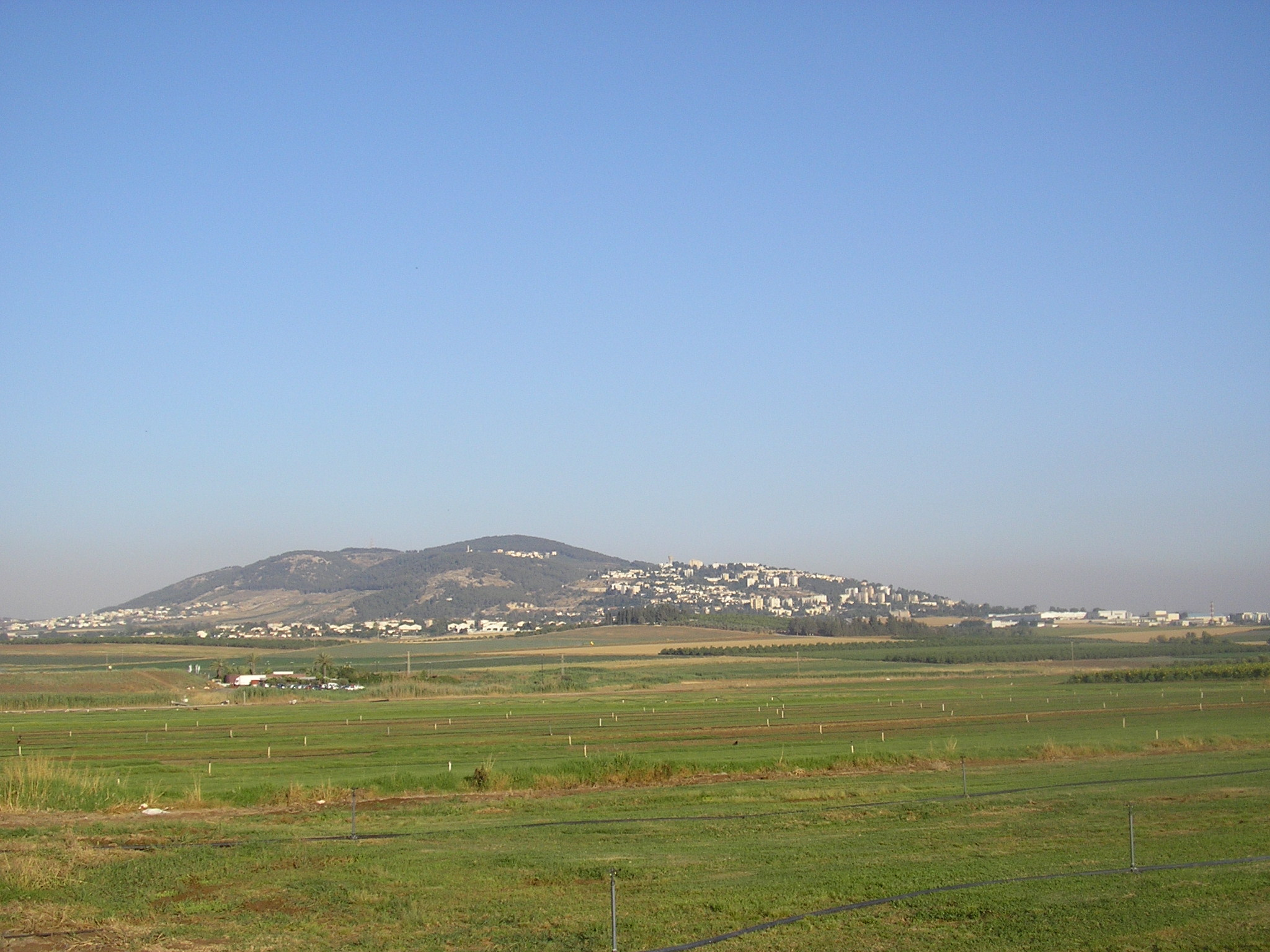
Widok na osiedla mieszkaniowe Afuli położone na stokach Góry More

Afula leży w Poddystrykcie Jezreel w Dystrykcie Północnym, w północno-wschodniej części Izraela. W jego otoczeniu znajduje się miasto Migdal ha-Emek, miasteczko Iksal, kibuce Mizra, Merchawja, Jizre’el, Megiddo, Sarid i Ginnegar, moszawy Kefar Gidon, Balfurja, Tel Adaszim, Merchawja, Awital, Metaw, Addirim, Dewora, Gadisz, Ha-Jogew i Kefar Baruch, wsie komunalne Achuzzat Barak i Nir Jafe oraz wioski arabskie Na’in, Ad-Dahi i Sulam. Okoliczne wioski należą do samorządów regionów Emek Jizre’el, Bustan al-Mardż, Megiddo i Ha-Gilboa.

## Środowisko naturalne
Afula jest położona na wysokości 60 m n.p.m. w intensywnie użytkowanej rolniczo Dolinie Jezreel w Dolnej Galilei. Okoliczny teren jest stosunkowo płaski, opada jednak w kierunku wschodnim w depresję rzeki Jordan i w kierunku północno-zachodnim, gdzie znajduje się Emek Zewulun i Zatoka Hajfy. Na południowy zachód od miasta przepływa rzeka Kiszon. W odległości 5 km na południowy wschód zaczynają się wzniesienia masywu Wzgórz Gilboa, za którym znajduje się Samaria. Teren opadający w kierunku południowo-wschodnim przechodzi w Dolinę Charod, do której spływa strumień Jezreel. Na północny wschód od miasta wznosi się masyw góry Giwat ha-More (515 m n.p.m.), z której w kierunku zachodnim spływa strumień ha-More, łączący się na północ od miasta ze strumieniem Adaszim (następnie wpada do rzeki Kiszon). W odległości 3 km na północ wznoszą się wzgórza Hare Nacerat (wysokość dochodząca do 400 m n.p.m.), ze szczytami Har Kidumim, Har Ksulot i Har Dvora. Natomiast w odległości 7 km na południowy zachód od miasta wznoszą się wzgórza płaskowyżu Menassesa.

## Historia
Badania archeologiczne wykazały, że żyzna Dolina Jezreel była zamieszkiwana od tysięcy lat. Najstarsza pisana wzmianka o osadzie Afula pochodzi z egipskich zapisków pochodzących z XIX wieku p.n.e. Osada jest także wspomniana w tekstach pochodzących z czasów faraona Totmesa III (XV wiek p.n.e.). Badacze przypuszczają, że była to kananejska osada, podbita prawdopodobnie w drugiej połowie XIII wieku p.n.e. przez Izraelitów. Miejsce to jest utożsamiane z biblijnym miastem Ofel, w którym mieszkał Gechazi, sługa proroka Elizeusza.
Po zniszczeniu Królestwa Izraela nadal istniały w tej okolicy osady ludzkie. Wykopaliska ujawniły kilka takich miejsc pochodzących z okresu asyryjskiego i rzymskiego. W średniowieczu Krzyżowcy wykorzystali tutejsze starożytne sarkofagi do budowy zamku obronnego Le Feve. Na jego miejscu w XII wieku sułtan Saladyn założył arabską wieś al-Fulah. W 1226 roku syryjski geograf Jaqut al-Hamawi opisał ją jako „filistyńskie miasto”. Gdy w 1517 roku Palestyna znalazła się pod panowaniem Imperium osmańskiego nastąpił całkowity zastój tutejszej gospodarki. Podczas wyprawy Napoleona do Egiptu w pobliżu miejscowości al-Fulah w dniu 16 kwietnia 1799 roku doszło do bitwy pod Górą Tabor w której nieliczni Francuzi pokonali przeważające wojska tureckie.
W latach 1903–1905 nastąpiło pewne ożywienie gospodarcze związane z budową linii kolejowej Doliny. Była to odnoga linii Kolei Hidżaskiej, która łączyła Damaszek z Medyną. Odnoga przebiegająca przez osadę al-Fulah łączyła główną linię kolejową z miastami Hajfa. Powstanie stacji kolejowej w al-Fulah spowodowało niewielkie ożywienie gospodarcze okolicy. Około 1909 lub 1910 roku Jehoszua Chankin zakupił ze środków Światowej Organizacji Syjonistycznej pierwsze grunty w Dolinie Jezreel. Była to ziemia o powierzchni 10 km² położona w rejonie wioski al-Fulah. Zakup ten był początkiem długotrwałych sporów między Arabami i Żydami o prawa arabskich robotników rolnych, którzy zostali stąd eksmitowani. Spory dotyczyły prawa do dzierżawy gruntów rolnych i praw własności. W 1911 roku obok dawnej arabskiej wioski utworzono gospodarstwo rolne Merchawja (przekształcone w 1922 roku w moszaw Merchawja), a w 1913 roku sąsiednie gospodarstwo Tel Adaszim (przekształcone w 1923 roku w moszaw Tel Adaszim). W latach 1912–1915 Turcy wybudowali linię kolejową łączącą stację kolejową al-Fulah z miastem Nablus w Samarii. Pod koniec I wojny światowej w 1918 roku Palestyna stała się terenem walk brytyjsko-tureckich. We wrześniu 1918 roku podczas bitwy pod Megiddo w rejonie al-Fulah stacjonowały wojska tureckie. W rezultacie tej wojny cała Palestyna przeszła pod brytyjską kontrolę, a w 1922 roku formalnie utworzono Brytyjski Mandat Palestyny. Nowa sytuacja geopolityczna stwarzała nadzieję na realizację obietnicy Deklaracji Balfoura o utworzeniu w Palestynie „żydowskiej siedziby narodowej”. Program organizacji syjonistycznych zakładał wykupienie 4 mln akrów ziemi i osiedlenie w Ziemi Izraela w ciągu dziesięciu lat około miliona Żydów. W tym celu miało powstać wiele osad rolniczych i dziesięć większych skupisk miejskich – niektóre poprzez rozbudowę istniejących już miejscowości (Jerozolima, Jafa, Hajfa, Tyberiada i Safed), a niektóre poprzez założenie zupełnie nowych. Pod budowę jednego z nowych miast wybrano żyzną Dolinę Jezreel.
Amerykańska organizacja syjonistyczna American Zion Commonwealth wykupiła brakujące grunty w dolinie od libańskiej rodziny Sursuk. Organizacja ta zatrudniła znanego niemieckiego architekta Richarda Kaufmana, który sporządził ogólny plan nowej osady nazwanej Afula. Plan zagospodarowania przestrzennego zakładał utworzenie obszarów mieszkalnych z obiektami handlowymi, usługowymi, kulturalnymi i religijnymi. Po nabyciu działek mieszkalnych pierwsi żydowscy imigranci z Polski i Stanów Zjednoczonych przyjechali do Afuli w dniu 31 marca 1925 roku. Datę tę uznaje się za założenie miasta. Wiele osób, które kupiły działki w Afuli nigdy nie zdołały przyjechać do Palestyny, ponieważ zginęły podczas Holocaustu. Tymczasem miasteczko bardzo szybko się rozwijało i już w 1926 roku posiadało pierwszą radę samorządową. W 1930 roku na północny wschód od Afuli utworzono szpital, który był pierwszym nowoczesnym szpitalem w Palestynie. Podczas arabskiego powstania w Palestynie (1936–1939) niektórzy mieszkańcy dołączyli do oddziałów żydowskiej policji mandatowej. Brytyjczycy wybudowali wówczas w centrum osady fort policji Fort Tegart, który nadal istnieje i służy jako posterunek policji. Podczas II wojny światowej Brytyjczycy w rejonie Afuli utworzyli kilka ważnych baz wojskowych. W 1942 roku na południowy zachód od miejscowości powstała baza lotnicza RAF Megiddo, a na północny zachód baza lotnicza RAF Ramat Dawid. Natomiast w samej Afuli, w pobliżu posterunku policji utworzono obóz dla włoskich jeńców wojennych. Naprzeciwko szpitala utworzono bazę wojskową, w której stacjonowali żołnierze z Australii i Południowej Afryki. W listopadzie 1942 roku mieszkańcy Afuli udzielili schronienia żydowskim uciekinierom z nazistowskiej Europy.
Przyjęta w dniu 29 listopada 1947 roku Rezolucja Zgromadzenia Ogólnego ONZ nr 181 zakładała, że osada Afula miała znaleźć się w granicach nowo utworzonego państwa żydowskiego. Arabowie odrzucili jednak rezolucję i dzień później doprowadzili do wybuchu wojny domowej w Mandacie Palestyny. W jej trakcie arabskie milicje wielokrotnie atakowały żydowskie konwoje z zaopatrzeniem, doprowadzając do paraliżu komunikacji między Doliną Jezreel a nadmorskim miastem Hajfą. W ramach działań odwetowych siły żydowskiej organizacji paramilitarnej Hagana wysiedliły i zniszczyły część okolicznych wiosek arabskich. Bezpośrednią kontynuacją wojny domowej była I wojna izraelsko-arabska (1948-1949). Afula znajdowała się w strategicznym punkcie między położonym na południu arabskim miastem Dżanin i na północy miastem Nazaret. Pozycje na północy zajęła Arabska Armia Wyzwoleńcza, po stronie południowej rozlokowały się oddziały irackie, a od wschodu usiłowały nacierać wojska syryjskie. Z tego powodu, od pierwszych dni wojny mieszkańcy budowali fortyfikacje obronne, a w miejscowości można było odczuć stan oblężenia. Aby zabezpieczyć linie komunikacyjne w Dolinie Jezreel, wojska izraelskie przeprowadziły pod koniec maja 1948 roku operację „Erez”, a w pierwszych dniach czerwca operację „Icchak”. W dniu 4 czerwca 1948 roku irackie samoloty zbombardowały Afulę. Jedna z bomb trafiła w dom mieszkalny, zabijając pięć osób. Kolejne naloty – tym razem już bez większych strat materialnych – miały miejsce 5 czerwca, 12 lipca i 18 lipca. Po wojnie do Afuli przyjechało kilka tysięcy żydowskich imigrantów z Iraku, Jemenu i Rumunii. W ten sposób bardzo szybko zapełniły się trzy miejskie obszary mieszkalne i musiano przygotować kolejny obszar, w którym utworzono gospodarstwa rolnicze (obecnie jest to osiedle Geulim, uznawane za najbardziej luksusowe w mieście). Ciągle rosnąca liczba nowych mieszkańców doprowadziła do założenia w 1951 roku nowej dzielnicy Afula Illit, położonej w odległości 5 km na północny wschód od miejscowości. W 1953 roku utworzono kolejną dzielnicę mieszkaniową Giwat ha-More, położoną na stokach góry o tej samej nazwie. Miasto było celem licznych zamachów terrorystycznych. Do pierwszego zamachu doszło w dniu 25 maja 1965 roku. Zdetonowana bomba uszkodziła budynek przy ulicy Cinnamon. Podczas wojny sześciodniowej w czerwcu 1967 roku Afula została zbombardowana przez iracki samolot bombowy Tupolew Tu-16. Celem nalotu były bazy wojskowe położone na zachód od Afuli, jednak dziewięć bomb spadło na obrzeżach miasteczka. Samolot został zestrzelony przez obronę przeciwlotniczą. W 1970 roku w miejscowości doszło do dwóch zamachów terrorystycznych – pierwsza bomba wybuchła na targowisku miejskim, a druga na dawnej stacji kolejowej (zginęła 1 osoba). W 1971 roku Afula otrzymała zgodę na utworzenie własnej strefy przemysłowej, a w listopadzie 1972 roku otrzymała prawa miejskie (oficjalna uroczystość miała miejsce w styczniu 1973 roku).
Gdy w październiku 1973 roku wybuchła wojna Jom Kipur, tutejszy cmentarz wojskowy służył jako miejsce tymczasowego pochówku żołnierzy poległych na Wzgórzach Golan. Po wojnie ciała poległych przenoszono do miejscowości i wiosek skąd pochodzili żołnierze. W latach 90. XX wieku miasto przyjęło tysiące żydowskich imigrantów z Etiopii i krajów byłego Związku Radzieckiego. W kolejnych latach nastąpiło nasilenie aktywności palestyńskich terrorystów, z czym wiązała się seria ciężkich zamachów, które dotknęły miasto. W dniu 6 kwietnia 1994 roku terroryści z Hamasu przeprowadzili zamach na autobus w Afuli, w którym zginęło 8 osób, a 55 zostało rannych. 30 listopada 1994 roku doszło do ataku siekierą w Afuli, w którym brutalnie została zamordowana izraelska kobieta żołnierz.
Kolejna eskalacja przemocy miała miejsce podczas intifady Al-Aksa. W dniu 26 listopada 2001 roku terrorysta-samobójca otworzył ogień do przechodniów w rejonie głównego dworca autobusowego Afuli. Zanim został zastrzelony przez policjantów, zabił 2 osoby i zranił około 50 następnych. W dniu 5 maja 2002 roku terrorysta-samobójca wysadził się w autobusie przy dworcu autobusowym w Afuli (1 osoba zginęła, a kilka odniosło rany). 19 maja 2003 roku palestyńscy terroryści przeprowadzili zamach w centrum handlowym, w którym zginęły 3 osoby, a 70 zostało rannych. Miasto ucierpiało także podczas II wojny libańskiej na przełomie lipca i sierpnia 2006 roku. 17 lipca na miasto spadły rakiety Katiusza (wywołały pożary okolicznych pól uprawnych); 28 lipca pięć rakiet Fajr-5 spadło na obrzeżach miasta; 2 sierpnia na miasto spadło osiem rakiet Katiusza i jedna rakieta Fajr-5.

## Demografia
Według danych Izraelskiego Centrum Danych Statystycznych w 2011 roku w Afuli żyło prawie 41,3 tys. mieszkańców, z czego 92% Żydzi (reszta to inne narodowości). Jest to niewielkie miasteczko, którego populacja charakteryzuje się niewielkim stałym wzrostem liczebności. Wskaźnik wzrostu populacji wyniósł w 2011 roku 0,6%. W roku tym urodziło się 710 dzieci, a zmarło 315 osób (odnotowano 2 zgony niemowląt). Według danych za 2010 rok liczba pracowników wynosiła 19041, a liczba osób pracujących na własny rachunek wynosiła 956. Średnie miesięczne wynagrodzenie w 2010 roku wynosiło 5906 ILS (średnia krajowa 7522 ILS). Zasiłki dla bezrobotnych pobierało 467 osób, w tym 215 mężczyzn (średni wiek: 43. lata). Świadczenia emerytalne oraz renty pobierało 5328 osób, a zapomogi społeczne 2310 osoby.
| Wiek (w latach) | Procent populacji w % |
| --------------- | --------------------- |
| 0 – 4           | 7,6                   |
| 5 – 9           | 6,7                   |
| 10 – 14         | 6,9                   |
| 15 – 19         | 7,0                   |
| 20 – 29         | 17,2                  |
| 30 – 44         | 17,9                  |
| 45 – 59         | 18,3                  |
| 60 – 64         | 5,6                   |
| 65 –            | 12,8                  |

## Symbole
Herb Afuli został po raz pierwszy opublikowany 30 października 1958 roku. Jest on przedzielony na dwie części, z których górna pomarańczowa reprezentuje przemysłowo-rzemieślniczy rozwój miasta, natomiast dolna zielona przedstawia rolnicze wykorzystanie Doliny Jezreel. W górnym polu umieszczono wizerunek wioski, która rozwijała się w dolinie pomiędzy górującymi nad nią górami. W dolnej części umieszczono wyobrażenia narzędzi rzemieślniczych i płodów rolnych. U góry widnieje napis w języku hebrajskim – Afula.

## Polityka

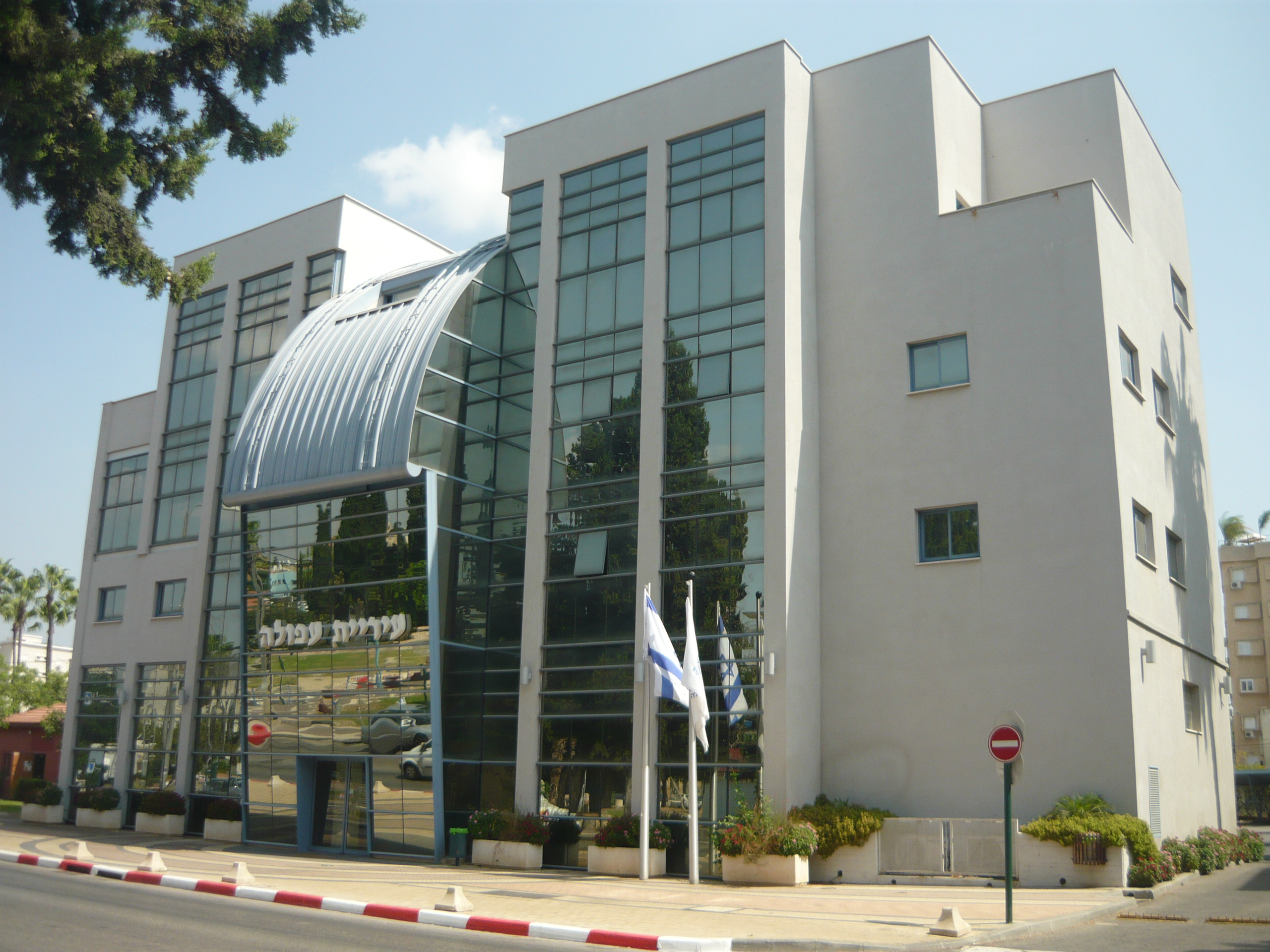
Ratusz w Afuli

Burmistrzem miasta jest Avraham Elkabetz. Ratusz miejski znajduje się przy ulicy Jehoszua Hankin 47.

### Współpraca międzynarodowa
Afula ma zawarte umowy partnerskie z następującymi miastami:
| - Santa Fe, Argentyna - Ingelheim am Rhein Niemcy - Osnabrück, Niemcy | - Biłgoraj, Polska - Fresno, Stany Zjednoczone - New Haven, Stany Zjednoczone | - Providence, Stany Zjednoczone - Stamford, Stany Zjednoczone |

## Gospodarka

### Przemysł
W południowo-wschodniej części miasta znajduje się strefa przemysłowa Alef. Mieści się tutaj przedsiębiorstwo GJ Solar rozwijające technologie ogniw słonecznych. Przedsiębiorstwo Hasson produkuje meble. Druga strefa przemysłowa Beta znajduje się w północno-wschodniej części miasta. Mieści się tutaj fabryka koncernu telekomunikacyjnego Tadiran Telecom. Zakład Steelplast projektuje i produkuje formy oraz matryce wtryskowe do tworzyw sztucznych. Przedsiębiorstwo Galilee Herbs produkuje przyprawy. Przy dzielnicy Afula Illit jest położona trzecia strefa przemysłowa Gimel. Mieści się tutaj przedsiębiorstwo Meyer and son Samuel produkujące urządzenia sanitarne i rurociągi. Dodatkowo znajdują się tutaj zakłady włókiennicze oraz fabryka produkująca pończochy. Od 1981 roku w mieście działa także spółka Schneider Electric Engineering Ltd., która realizuje projekty elektryczne w infrastrukturze wysokiego i niskiego napięcia oraz tworzy urządzenia kontrolne i automatyki. Natomiast przedsiębiorstwo V LED produkuje i importuje systemy oświetleń ulicznych oraz do salonów. W kwietniu 2000 roku władze miejskie Afuli nawiązały współpracę z Samorządem Regionu Emek Jizre’el i sąsiednią miejscowością Kefar Tawor w celu utworzenia strefy przemysłowej Alon Tawor. Obecnie strefa zajmuje powierzchnię 593 ha, na których działalność prowadzi ponad 50 różnych przedsiębiorstw zatrudniających 4 tys. pracowników.

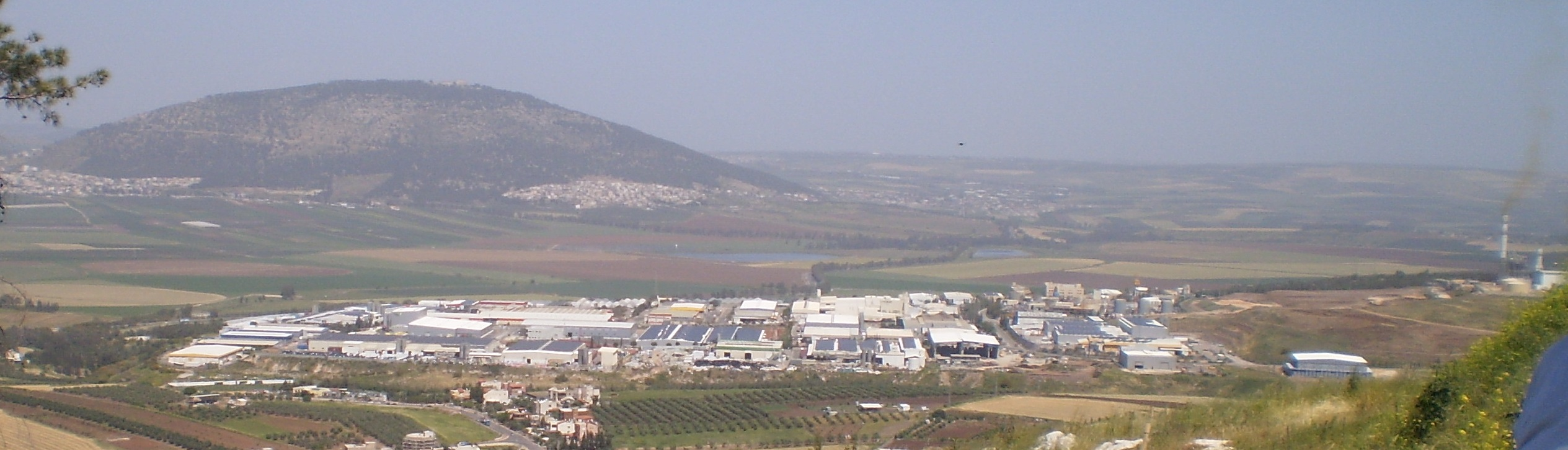
Widok strefy przemysłowej Alon Tawor

### Handel i usługi
Dolina Jezreel słynie z zaawansowanego technologicznie rolnictwa. Afula jest stolicą tego regionu, spełniającą rolę niejako kotwicy i miejskiego centrum handlowego dla całej wiejskiej okolicy. Z tego powodu ulokowało się tutaj wiele przedsiębiorstw usługowych, handlowych i rzemieślniczych. Na każdym z osiedli mieszkaniowych znajdują się kompleksy handlowe. W północno-zachodniej części miasta mieści się centrum handlowe Ioklr Emek z restauracją Pizza Hut i stacją benzynową. W śródmieściu jest centrum handlowe Super-Sol oraz stare targowisko miejskie. Liczne sklepy i centa handlowe ulokowały się w strefie przemysłowej Alef w południowo-wschodniej części miasta. Jest tu między innymi centrum Valleys Mall. Przy Parku Afula jest centrum handlowe Emek. Przy strefie przemysłowej Gimel jest centrum handlowe Iayogev.

## Infrastruktura
Remiza straży pożarnej znajduje się przy ulicy Agas 9 w północno-zachodniej części miasta. Posterunek policji mieści się w centrum miasta przy ulicy ha-Nassi Weizman 7. W północnej części miasta przy ulicy ha-Histadrut znajduje się stacja ratunkowa Magen David Adom, a w północno-wschodniej części jest duży kompleks szpitalny Centrum Medycznego Doliny. Cmentarz komunalny znajduje się w południowej części miasta.

## Transport
Miasto Afula stanowi centrum komunikacyjne regionu. Krzyżują się tutaj drogi z północy na południe z drogami ze wschodu na zachód. W kierunku południowo-zachodnim do nadmorskiej równiny Szaron odchodzi droga ekspresowa nr 65, która przebiega obok odległego o 3 km od miasta portu lotniczego Megiddo, a w odległości 8 km krzyżuje się z drogą nr 66 prowadzącą na północny zachód do portowego miasta Hajfa. Droga ekspresowa 65 omija miasto od zachodu i północy obwodnicą (budowany jest odcinek północno-wschodni) i kieruje się na północny wschód przez dzielnice Afula Illit i Giwat ha-More w kierunku Jeziora Tyberiadzkiego. W kierunku północnym odchodzi droga ekspresowa nr 60, która w odległości 3 km krzyżuje się z drogą nr 73 i następnie dociera do miasta Nazaret. Droga nr 60 przebiega przez centrum miasta i kieruje się na południe, by po około 8 km dotrzeć do przejścia granicznego Dżalama umożliwiającego wjechanie na terytorium Autonomii Palestyńskiej i dotarcie do miasta Dżanin. W kierunku południowo-wschodnim odchodzi droga nr 71, którą dojeżdża się do miasta Bet Sze’an oraz przejścia granicznego na rzece Jordan z Jordanią. Głównym środkiem transportu publicznego są dalekobieżne autobusy linii Egged i lokalne autobusy linii Kavim. Przez cały dzień autobusy regularnie odjeżdżają do Hajfy, Tyberiady, Jerozolimy i Tel Awiwu. W samym śródmieściu Afuli znajduje się centralny dworzec autobusowy.
W 2011 roku w Afuli były zarejestrowane 12 221 pojazdy silnikowe, w tym 10 177 samochodów osobowych (średnia wieku samochodów prywatnych wynosiła 7 lat). W roku tym w mieście doszło do 68 wypadków.

### Transport kolejowy
Przed I wojną światową w Afuli istniała stacja kolejowa. Przebiegała tędy linia kolejowa łącząca port w Hajfie z linią kolejową Hejaz, która biegła z Damaszku do Medyny. Po I wojnie izraelsko-arabskiej linia ta została zniszczona i obecnie Afula nie posiada żadnego połączenia kolejowego. Istnieją plany utworzenia takiej linii Rakewet Jisra’el.

### Transport lotniczy
W odległości 3 km na południowy zachód od miasta znajduje się port lotniczy Megiddo. Mogą na nim lądować niewielkie prywatne samoloty.

## Architektura
Miasto w rzeczywistości składa się z trzech odrębnych części. W samym centrum znajduje się założone w 1925 roku „stare miasto”, posiadające osiedla mieszkaniowe: Afula, Afula ha-Tseira i Romema. W jej południowo-wschodniej części zlokalizowano strefę przemysłową, a po strony zachodniej wybudowano nowe osiedla mieszkaniowe domków jednorodzinnych otoczone obwodnicą miejską. W odległości 4 km na północny wschód powstała w 1950 roku dzielnica Afula Illit. Aż do lat 70. XX wieku była ona uznawana jako tymczasowe miejsce pobytu nowych imigrantów przyjeżdżających z państwa arabskich do Izraela. Po operacji Salomon w 1991 roku zamieszkała tu znaczna ilość imigrantów z Etiopii, do których z biegiem czasu dołączyli imigranci z krajów byłego ZSRR. Nadali oni specyficzny charakter Afuli Illit. Na południe od niej znajduje się założona w 1955 roku dzielnica Giwat ha-More, zajmująca rozległa przestrzeń południowo-zachodnich zboczy góry o tej samej nazwie. Między tymi dwoma dzielnicami a miastem Afula znajduje się niewielka strefa przemysłowa, kompleks szpitalny oraz Park Afula. Dodatkowo w mieście są parki publiczne Nessis, Jad LaBanim, ha-Banim, ha-Sz’huna i ha-Rakevet. Zachowała się dawna linia kolejowa przebiegająca przez sam środek miasta ze starą stacją kolejową Afuli.

## Kultura
W mieście jest kilka domów kultury. W północno-zachodniej części miasta, przy ulicy Etrog znajduje się centrum kultury Heihal ha-Tarbut. W północno-wschodniej części miasta jest kompleks obiektów kulturalnych z Centrum Sztuki i Muzyki „Pais”, biblioteką miejską i miejscem pamięci Jad LaBanim. Miejska galeria sztuki organizuje liczne wystawy. Performing Arts Center w Afuli jest jedną z najpiękniejszych i najbardziej luksusowych sal koncertowych w kraju. Centrum jest siedzibą trzech zespołów teatralnych. Miasto posiada także własną orkiestrę reprezentacyjną.
W Afuli działa lokalna rozgłośnia radiowa, która nadaje audycje przez internet.

## Edukacja
Zgodnie z danymi Izraelskiego Centrum Danych Statystycznych w Afuli jest 14 przedszkoli oraz 20 szkół – w tym 14 szkół podstawowych i 5 szkół średnich. W 2011 roku w 288 klasach szkolnych uczyło się ponad 6,6 tys. uczniów, w tym 3,7 tys. w szkołach podstawowych. Średnia uczniów w klasie wynosiła 23. Dodatkowo w mieście znajduje się Afula Academic College oraz centrum pedagogiczne. Ważną tutejszą uczelnią muzyczną jest konserwatorium, w którym kształci się około tysiąca muzyków i śpiewaków.

## Turystyka
Miasto jest dogodnym punktem wypadowym do zwiedzania Doliny Jezreel i jej otoczenia. W mieście wytyczono szlak turystyczny, który umożliwia poznanie najważniejszych miejsc Afuli. Czas jego przejścia wynosi około jednej godziny.

## Sport i rekreacja
W mieście działa sześć klubów sportowych. Najbardziej znaną jest drużyna koszykarska Hapoel Afula B.C., która sezon 2006/2007 zakończyła na 6. miejscu w krajowej lidze. Z powodu braku środków finansowych drużyna spadła jednak do drugiej ligi rozgrywek. Drużyna piłkarska Hapoel Afula F.C. obecnie gra w drugiej lidze Liga Leumit. Posiada ona własny stadion Stadion Afula Illit. Poza tym w mieście istnieje klub szachowy Hapoel Afula, klub gimnastyki kobiecej Hapoel Afula oraz klub sportów dla niepełnosprawnych Hapoel Afula.
W każdym z osiedli mieszkaniowych są obiekty sportowe takie jak boiska i sale do ćwiczeń. W południowej części miasta, przy szkole Gvanim znakduje się boisko do piłki nożnej. Natomiast w północno-wschodniej części miasta jest duży kompleks sportowy z salą sportową i kortami tenisowymi. W północno-wschodniej części miasta znajduje się otwarty w październiku 2007 roku duży teren rekreacyjny Park Afula. Zajmuje on powierzchnię 120 ha i jest ogólnie dostępny. Mieści się w nim amfiteatr (2400 miejsc siedzących, a przy masowych imprezach możliwość pomieszczenia do 10 tys. osób w terenie otwartym), ogród zoologiczny, jezioro i ogród. Po całym terenie parku wytyczono alejki spacerowe oraz drogi rowerowe. Przy dzielnicy Afula Illit położony jest duży kompleks sportowy Robert Russell Sports Center z salami sportowymi, basen kąpielowym, kortami tenisowymi i boiskiem do piłki nożnej.

## Wojsko
W odległości ponad 1 km na południowy zachód od miasta znajduje się baza wojskowa Amos będąca połączona z sąsiednim lotniskiem Megiddo. Natomiast w odległości 8 km na północny zachód od miasta jest położona duża baza lotnicza Ramat Dawid.